# Наранья, Ренато
Ренато Наранья (индон. Renato Naranja; 24 сентября 1940) — филиппинский шахматист; международный мастер (1969).
Чемпион Филиппин 1965, 1967, 1973 гг.
В составе национальной сборной Филиппин участник шести шахматных олимпиад (1960, 1964—1970, 1974).
В межзональном турнире (Пальма-де-Мальорка, 1970) — 20—22-е место.

## Изменения рейтинга
| Графики недоступны из-за технических проблем. См. информацию на Фабрикаторе и на mediawiki.org. |